# Gymnerythrops macrops
Gymnerythrops macrops är en kräftdjursart som beskrevs av Pillai 1973. Gymnerythrops macrops ingår i släktet Gymnerythrops och familjen Mysidae. Inga underarter finns listade i Catalogue of Life.